# Berg (Bajo Rin)
Berg es una localidad y comuna francesa, situada en el departamento del Bajo Rin en la región de Alsacia.

## Demografía
| 369 | 411 | 410 | 436 | 428 | 405 | 394 | 397 | 417 | 381 | 360 | 349 |
| Para los censos de 1962 a 1999 la población legal corresponde a la población sin duplicidades (Fuente: INSEE [Consultar]) |     |     |     |     |     |     |     |     |     |     |     |